# فرودگاه جی‌اف میچل
فرودگاه جی‌اف میچل (به انگلیسی: J. F. Mitchell Airport) یک فرودگاه همگانی با کد یاتا BQU است که یک باند فرود آسفالت دارد و طول باند آن ۱۱۰۰ متر است. این فرودگاه در کشور سنت وینسنت و گرنادین‌ها قرار دارد.